# Vozera Sialjava
Vozera Sialjava (vitryska: Возера Сялява) är en sjö i Belarus.   Den ligger i voblasten Minsks voblast, i den norra delen av landet, 120 km nordost om huvudstaden Minsk. Vozera Sialjava ligger 164 meter över havet. Arean är 17,9 kvadratkilometer. Den sträcker sig 11,6 kilometer i nord-sydlig riktning, och 4,7 kilometer i öst-västlig riktning.
Omgivningarna runt Vozera Sialjava är en mosaik av jordbruksmark och naturlig växtlighet. Runt Vozera Sialjava är det glesbefolkat, med 15 invånare per kvadratkilometer.